# Gut Kaden

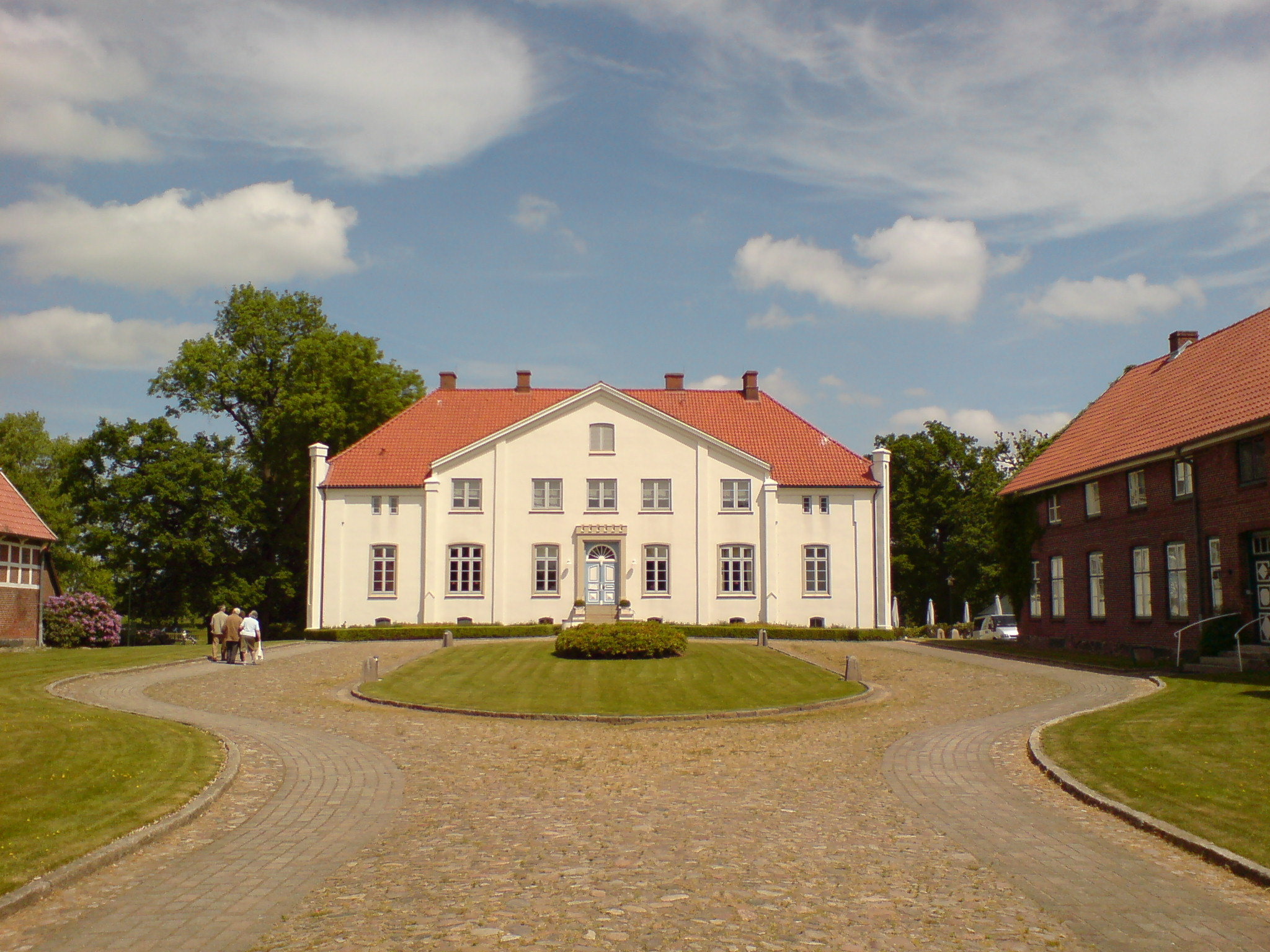
Das Herrenhaus des einstigen Guts Kaden. Blick auf die von Wirtschaftsbauten umgebene Hoffassade

Das Gut Kaden bei Alveslohe in Schleswig-Holstein wurde seit dem Mittelalter bis ins 20. Jahrhundert bewirtschaftet. Die ca. 20 Kilometer nördlich von Hamburg gelegene Anlage, bestehend aus Herrenhaus, Wirtschaftsgebäuden und dem einstigen Gutsgelände, dient seit 1984 dem Golfclub Gut Kaden als Restaurant und Mittelpunkt. Gut Kaden ist durch internationale Profi-Golfturniere über die Grenzen Deutschlands bekannt. Viele der weltbesten Golfspieler haben bereits auf Kaden abgeschlagen. Seit dem Frühjahr 2015 ergänzt ein Gästehaus mit 40 Zimmern die Angebote des Gutes.

## Geschichtlicher Überblick
Das spätere Adlige Gut wurde 1377 als tho Caden das erste Mal erwähnt. Die frühe Geschichte des Guts ist eng mit dem benachbarten Dorf Alveslohe verknüpft, das sich im Besitz der sogenannten Ritter von Alverslo befand. Diese verkauften den Besitz um 1400 an die alteingesessene Holsteiner Familie Reventlow, später ging er an den dänischen König Christian I. Die Ländereien wurden 1496 an die Familie Ahlefeld veräußert und blieben über 250 Jahre in ihrem Besitz. Um 1532 wurde ein erstes bescheidenes Herrenhaus errichtet, das vor allem als Witwensitz des in Haselau und Haseldorf ansässigen Familienstamms diente. Bis dahin bestand das Gut lediglich aus einem Wirtschaftshof. Benedikt Wilhelm von Ahlefeldt schaffte bereits 1709 auf Gut Kaden die Leibeigenschaft ab und war damit einer der ersten in Holstein, neben Hans zu Rantzau.
Im Laufe des 18. Jahrhunderts befanden sich die Ahlefeldts zunehmend in finanziellen Nöten und das Gut in Kaden wurde schließlich 1754 an die Familie von Schilden verkauft, die ein neues Herrenhaus errichten ließen. In den folgenden Jahrzehnten wechselten die Besitzer wieder häufig, bis das Gut im 19. Jahrhundert an die Grafen von Platen-Hallermund gelangte. Bis zur Übernahme durch Preußen 1867 war das Gut auch Patrimonialgericht. Gegen Ende des 20. Jahrhunderts wurde das gesamte Gut verkauft und der heutige Golfclub eingerichtet.

## Das Herrenhaus und andere Baulichkeiten

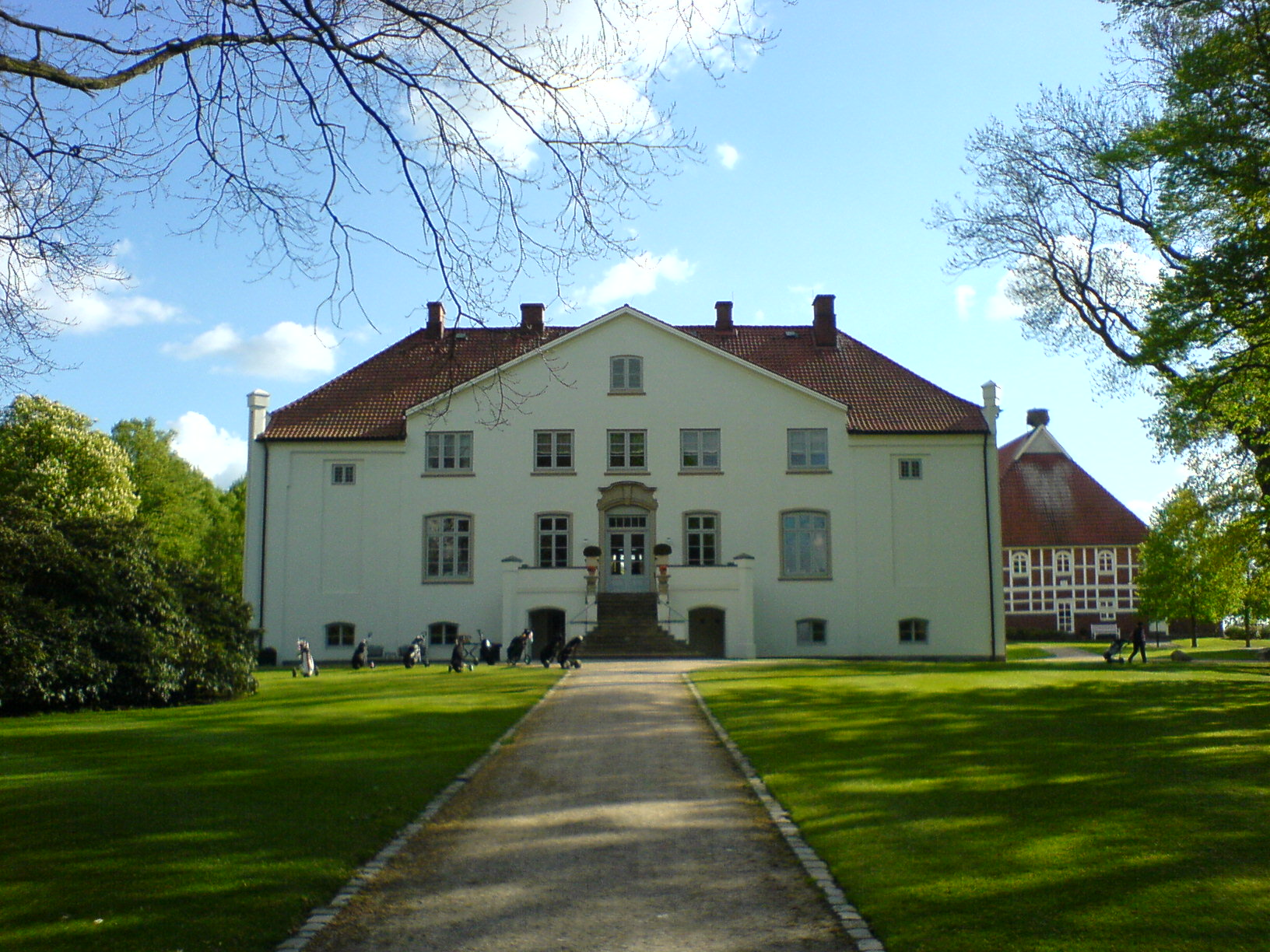
Die gartenseitige Fassade des Herrenhauses

Das Herrenhaus stammt in seinem Kern noch aus dem Jahre 1754. Es handelt sich um einen zweigeschossigen Bau mit einer siebenachsigen Hof- und einer fünfseitigen Gartenfassade. Als Baumeister wurde Ernst Georg Sonnin verpflichtet, der durch den Bau der Hamburger Michaeliskirche zu den bekanntesten Architekten Norddeutschlands in seiner Epoche wurde. Über die Gestalt des einstigen Barockbaus ist nicht mehr viel bekannt, denn das Haus wurde im 19. Jahrhundert weitgehend umgestaltet. Erhalten haben sich vor allem die Innenaufteilung mit einem südlich gelegenen Vestibül und einem sich nördlich daran anschließenden Gartensaal sowie Teile der ursprünglichen Stuckaturen und ein im Stil des Rokoko gestaltetes Portal in der gartenseitigen Fassade. Der Umbau des Gebäudes erfolgte unter der Familie Platen-Hallermund von 1864 bis 1870, dabei wurde das Herrenhaus um ein Stockwerk erhöht und die Fassaden mit sparsamen neogotischem Schmuck dekoriert.
Das Herrenhaus dient als Clubhaus des Golfclubs und als öffentliche Gastronomie. Seit Oktober 2008 werden im Herrenhaus standesamtliche Trauungen vorgenommen.
Der Gutsbetrieb wurde im Laufe des 20. Jahrhunderts aufgelöst, dennoch hat sich ein umfangreicher Gebäudebestand mit Scheunen, Ställen und Wirtschaftsbauten der einstigen Anlage erhalten. Das Herrenhaus wurde im 18. Jahrhundert um einen schlichten barocken Garten ergänzt, von dem noch einige Alleen erhalten sind. Die Gartenanlagen sind heute vollständig in den Golfplatz integriert.